# サシャ・アンダーソン
サシャ・アンダーソン（独: Sascha Anderson, 1953年8月24日 - ）はヴァイマル出身の作家。80年代、東ベルリン、プレンツラウアー・ベルク地区のオルタナティブ文学・芸術、音楽シーンの中心人物であったが、東西ドイツ統一後、シュタージ（公式名：国家保安省）のIM (非公式協力者)として、友人の芸術家や同僚を監視していた秘密諜報員であったことが暴露された。

## 経歴
父親は劇場のドラマトゥルク、母親は建築家で、ドレスデンのDEFAスタジオでアニメーション映画の監督を勤めたモニカ・クラウセ・アンダーソン。
1969年～1971年 ドレスデンで植字工の研修、1972年　機械加工となり、古書店でのアルバイト。
1974年～1975年 バーベルスベルクのDEFAで研修（Volontariat）
1976年～1978年 ポツダム映画・テレビ芸術大学で作家となる。他にも、乳製品製造所での夜間警備員やルッカウの刑務所にある褐炭運搬用の線路工事作業員、ドレスデン・ブラーゼヴィッツ地区にある贖罪教会の管理人などをして働いていた。
1981年～　無所属の作家として東ベルリンで生活を始め、プレンツラウアー・ベルク地区のオルタナティブシーンでの重要人物と見られるようになり、アンダーグランド本を出版、ZwitschermaschineやFabrik　などのロックバンドで演奏した。東西ドイツの二つのパンクバンドによるスプリット盤レコード「DDR von unten」の西ドイツでのリリースに参加し、歌詞を書いた。詩の特徴は、本音とアイロニーの混在、明確に解読できないパラドックスやメタファーを用いることである。
1990年　ギャラリーDruckhausの共同設立者となる。
1996年　ベルト・パーペンフス・ゴレックと出版社Poetische Boegen創立。
2006年　グットロイトからBlack Paperhouseシリーズを出版。ロックバンドのレイアウトやテキストを編集。

### 諜報員として
1975年から「David Menzer」「Fritz Müller」「Peters」などのコードネームでシュタージ（公式名：国家保安省）のIM (非公式協力者)となり、エルケ・エルプ、ヤン・ファクトア、ヴォルフガング・ヒルビヒ、ウーヴェ ・コルベ、ベルト・パーペンフス・ゴレック、ルッツ・ラーテノー、コーネリア・シュライメなどの友人や芸術家、同僚を監視していた
1986年、西ベルリンに引っ越したあとも、諜報員として活動を続けた。1987年には、ユルゲン・フクスとともにシュタージによるトーマス・デーラー賞を受賞している。ヴォルフ・ビーアマンとユルゲン・フクスによる暴露は、さらなる議論を呼んだ。ビーアマンは、1991年10月、ゲオルク・ビューヒナー賞を受賞したときのスピーチでアンダーソンの罪をやんわりと非難し、数日後、直接シュタージの協力者であったことを非難した。「口の軽いサシャ・アンダーソンは、シュタージの諜報員で、クールにミューズの息子を演じ、自分の行動は絶対にばれないことを願っている」。
スパイ活動を記録した証拠があるにもかかわらず、アンダーソンは、その非難を交わし、当時、決まっていたローマのドイツ・アカデミー・ヴィラ・マッシモの奨学金に固執した。奨学金の受給をやめたが、その後しばらくして奨学金を要求した。1996年にベルリン上級地方裁判所から罰金刑を受ける。2002年にアンダーソンは自伝を出版、スパイ行為には裏付けのある証拠がなかったことで、多くの批判者を批判した。
2014年　Annekatrin Hendel　監督によるドキュメンタリー「アンダーソン」が公開される。　

## 受賞歴
- 1987: トーマス・デーラー賞
- 1989: Arbeitsstipendium für Berliner Schriftsteller
- 1991: Stipendium für die Villa Massimo（1991年に中止、その後再請求）

## 作品
- Marienkäfer Siebenpunkt. Mit Gisela Röder. Junge Welt, Berlin 1980
- Jeder Satellit hat einen Killersatelliten. Gedichte. Mit Zeichnungen von Ralf Kerbach. Rotbuch, Berlin 1982, 2. erweiterte Auflage mit einer CD von Fabrik und Zwitschermaschine und einem eingelegten Bogen autobiografischer Gedichte. Druckhaus Galrev, Berlin 1998, ISBN 3-933149-08-8
- Dezember: Poe-sie-all-peng. Mit Wolfram Scheffler. Selbstverlag, Berlin 1982
- Totenreklame. Eine Reise. Gedichte und Texte. Mit Zeichnungen von Ralf Kerbach. Rotbuch, Berlin 1983, ISBN 3-88022-273-8
- Waldmaschine. Übung vierhändig. Mit Ralf Kerbach, Cornelia Schleime und Michael Wildenhain. Rotbuch, Berlin 1984, ISBN 3-88022-298-3
- O. T. Lyrik und Grafik. Mit Helge Leiberg. Mariannenpresse, Berlin 1985, ISBN 3-922510-27-2
- Tiefe Blicke. (Mit Eckhardt Gillen und Jörg Johnen. DuMont, Köln 1985, ISBN 3-7701-1740-9
- Ich fühle mich in Grenzen wohl. Fünfzehn deutsche Sonette. Mit Stefan Döring und Bert Papenfuß-Gorek. Mit Steindrucken von Ouhi Cha. Mariannenpresse, Berlin 1987, ISBN 3-922510-31-0
- Brunnen, randvoll. Erzählungen und Gedichte. Mit Holzschnitten von Ralf Kerbach. Rotbuch, Berlin 1988, ISBN 3-88022-727-6
- Zachor. Mit A. R. Penck und John Gerard Papier. Selbstverlag, Berlin 1990
- Jewish Jetset. Gedichte und ein Essay. Mit Zeichnungen von A. R. Penck. Druckhaus Galrev, Berlin 1991, ISBN 3-910161-08-1
- Rosa indica vulgaris. Gedichte und ein Essay. Mit Zeichnungen von A. R. Penck. Druckhaus Galrev, Berlin 1994, ISBN 3-910161-58-8
- Herbstzerreissen. Gedichte. Druckhaus Galrev, Berlin 1997, ISBN 3-910161-83-9
- Sascha Anderson. Autobiographie. DuMont, Köln 2002 ISBN 3-8321-5904-5
- Acht Gedichte des Ichs, das an ihr vorüberging Mit Zeichnungen von Alissa Walser. Wessenberg Museum, Konstanz 2004
- Crime Sites – nach Heraklit. Gedichte 1998–2005. Gutleut, Frankfurt a. M. 2006, ISBN 978-3-936826-61-6
- Totenhaus. Novelle. Gutleut, Frankfurt a. M. und Weimar 2006, ISBN 978-3-936826-60-9
- DA IST … 33 Gedichte über Kunst oder Leben. Gutleut, Frankfurt a. M. und Weimar, 2008, ISBN 978-3-936826-45-6